# フナコシ薬品
フナコシ薬品株式会社（ふなこしやくひん）は、東京都千代田区神田神保町1-15に本社を置く、医薬品・医療機器・医療用検査試薬・一般用医薬品等の卸売販売をおこなう企業であった。現在は、アルフレッサである。

## 概要
- 設　立 昭和22年10月1日
- 資本金 1200万円
- 代表取締役社長　船越靖弘

## 沿史
- 大正12年創業
- 昭和22年10月 「株式会社船越商店」設立
- 昭和40年2月 「フナコシ薬品株式会社」に商号変更
- 平成4年7月1日「福神」に営業権を譲受

## 営業所
葛飾区・大宮・新座・越谷

## 出張所
大田区・板橋区

## 主な取引メーカー
- 武田薬品
- 三共
- 藤沢薬品
- 第一製薬
- ミドリ十字